# Liste des gratte-ciel de l'agglomération de Houston
Cet article concerne une liste des gratte-ciel de l'agglomération de Houston, dans l'État du Texas, aux États-Unis. Depuis la construction du Niels Esperson Building en 1927, près d'une centaine de gratte-ciel ont été construits dans l'agglomération de Houston, notamment durant le boom pétrolier des années 1980. La construction des gratte-ciel y a été favorisé par des règlementations très souples en matière d'urbanisme. Le rythme des constructions a considérablement chuté après le Contre-choc pétrolier de 1986 et dans les années qui ont suivi la crise économique de 2009. Houston est l'agglomération des États-Unis qui comporte le plus de gratte-ciel après New York, Chicago, Miami.

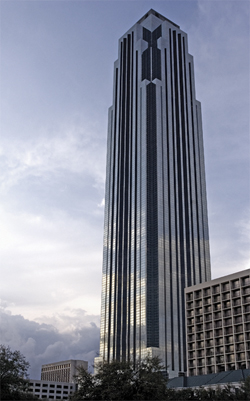
Williams Tower

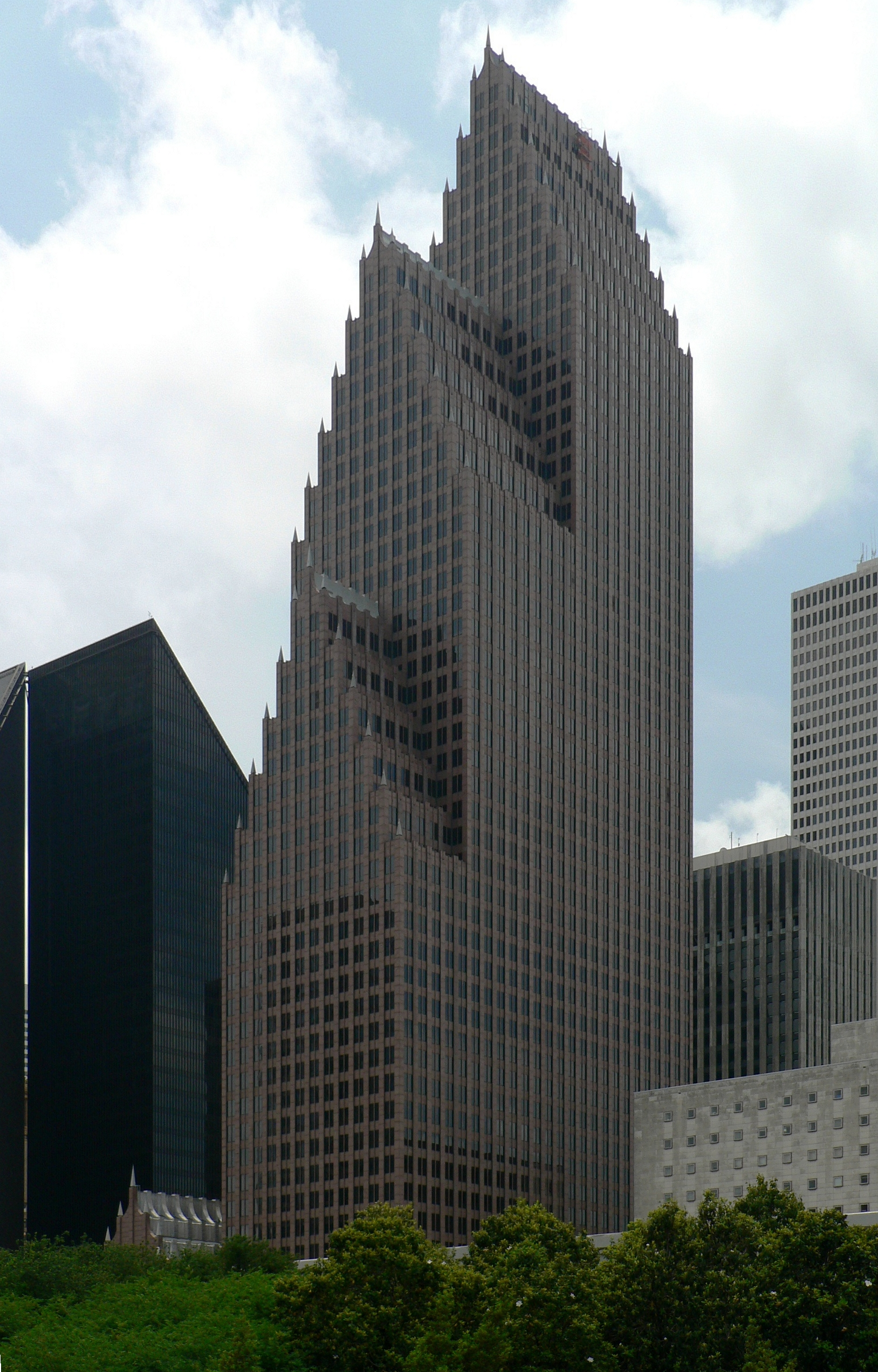
Bank of America Center (Houston)

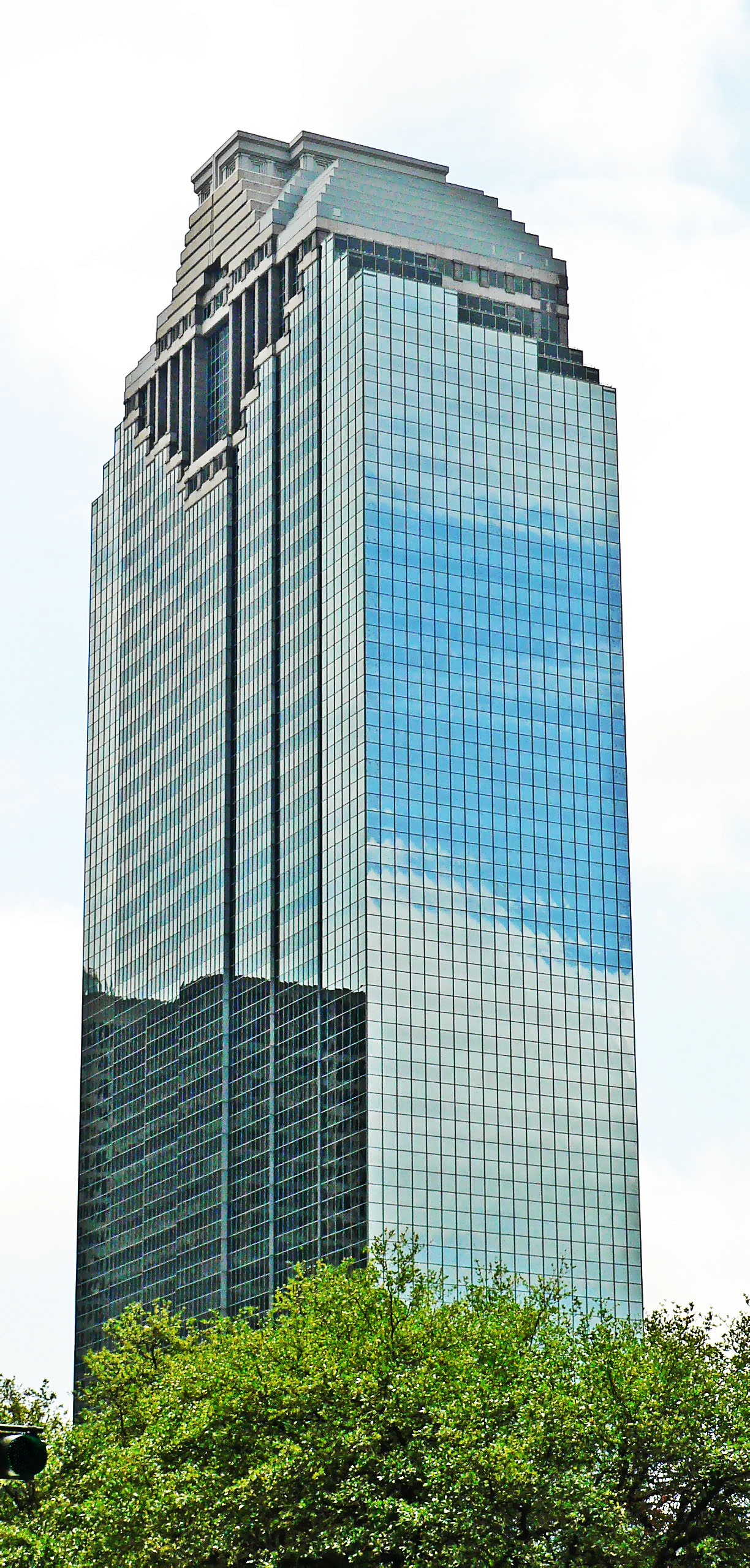
Heritage Plaza

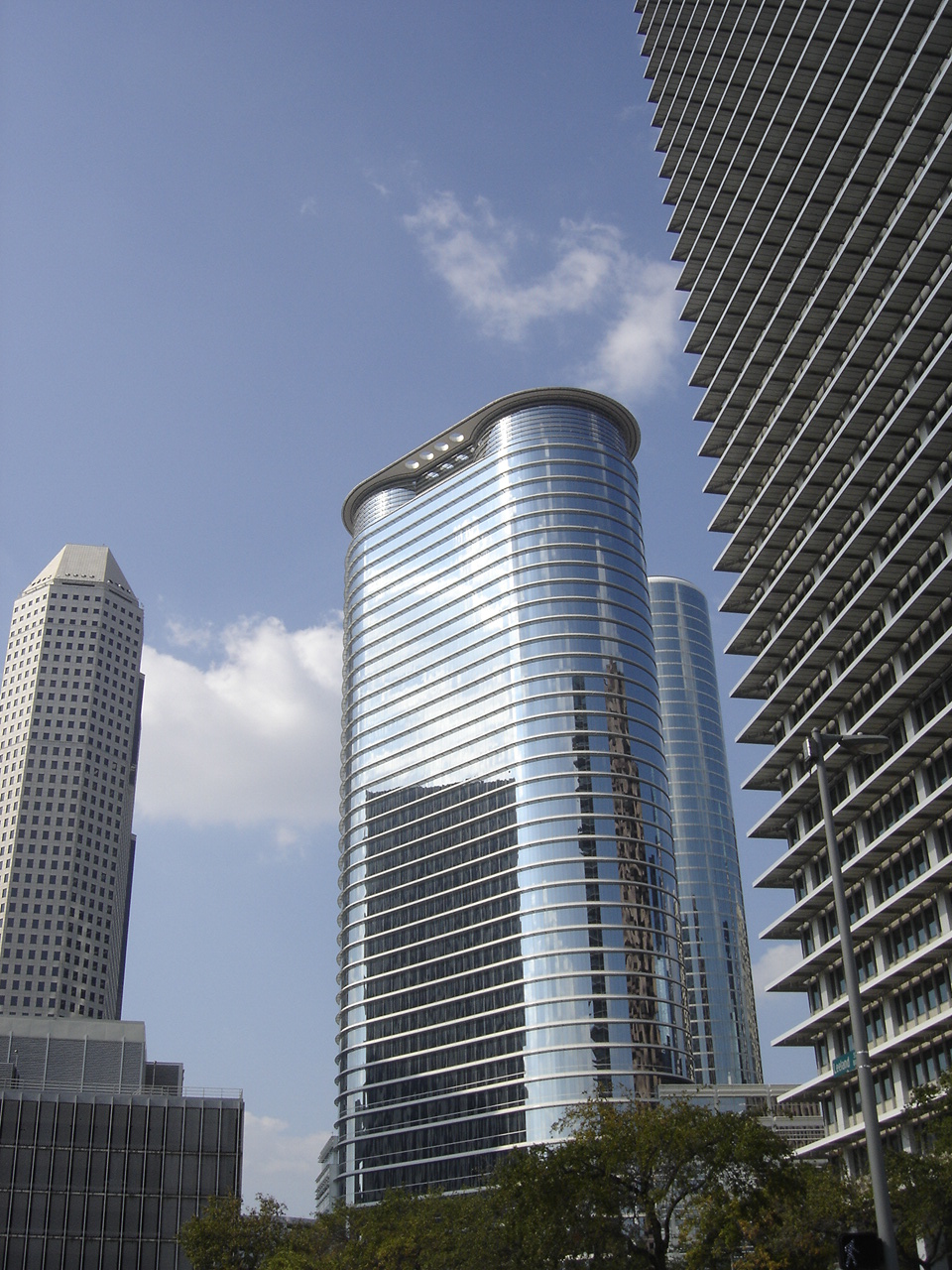
1500 Louisiana Street

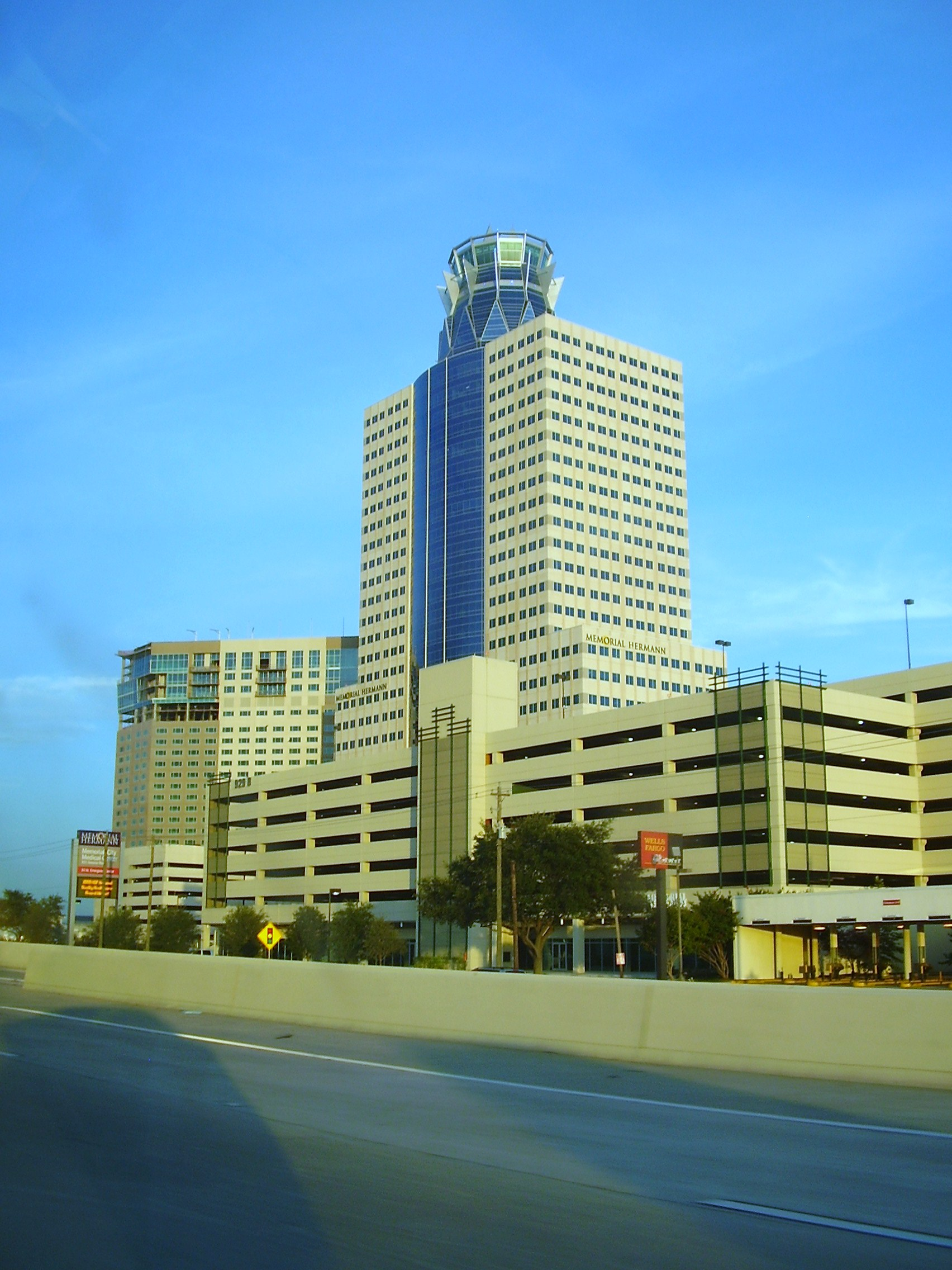
Memorial Hermann Tower

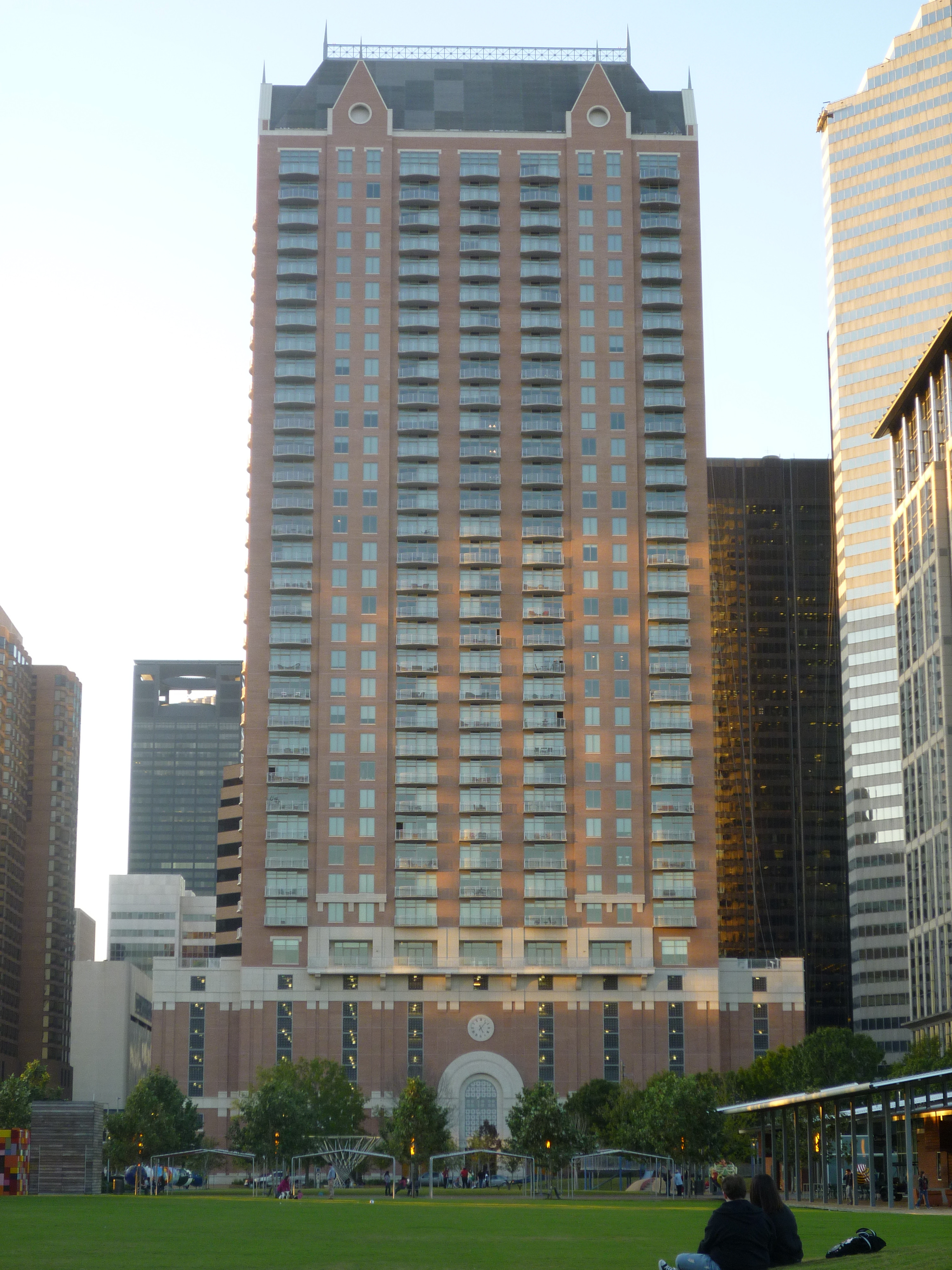
One Park Place

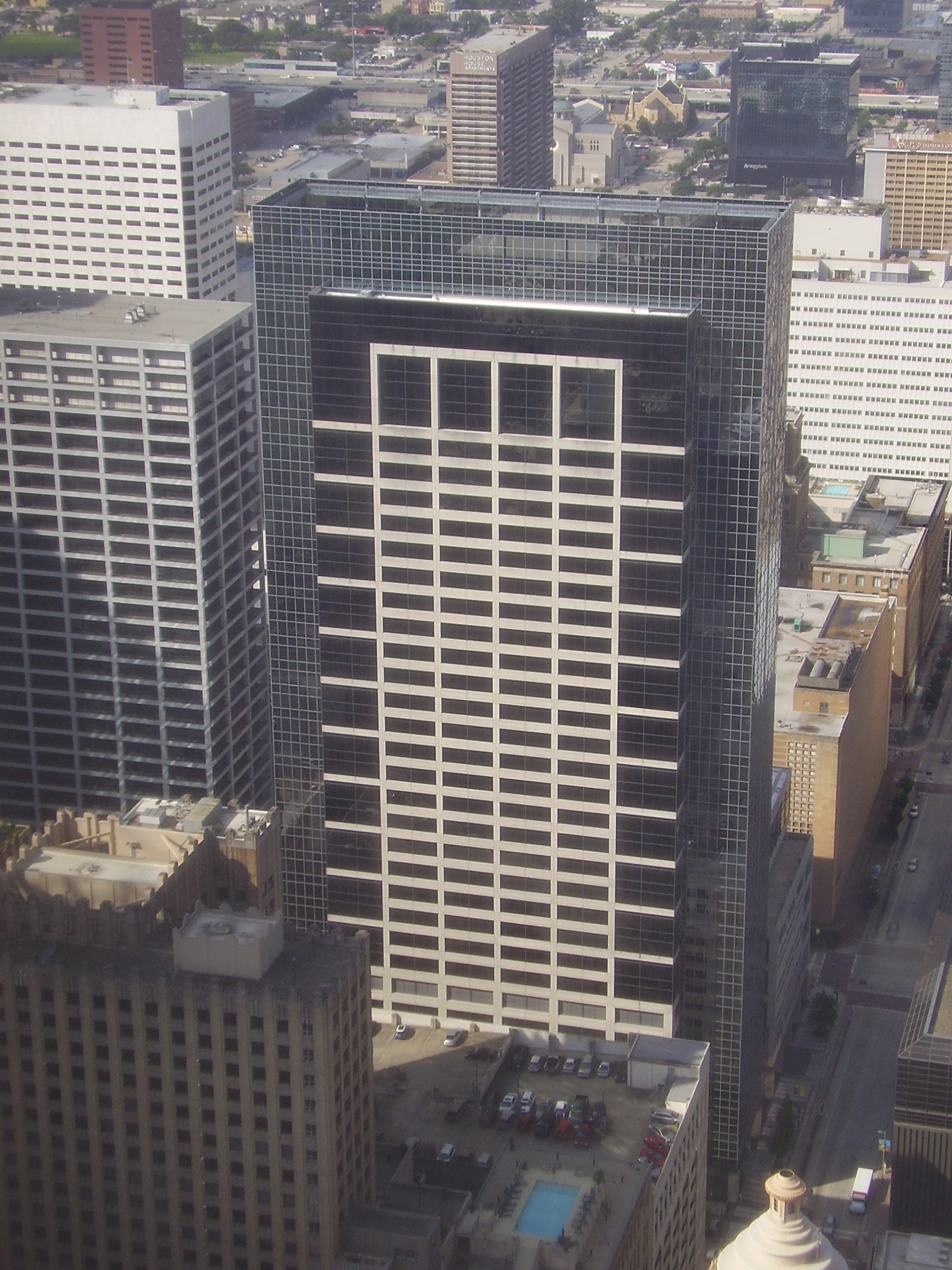
1000 Main

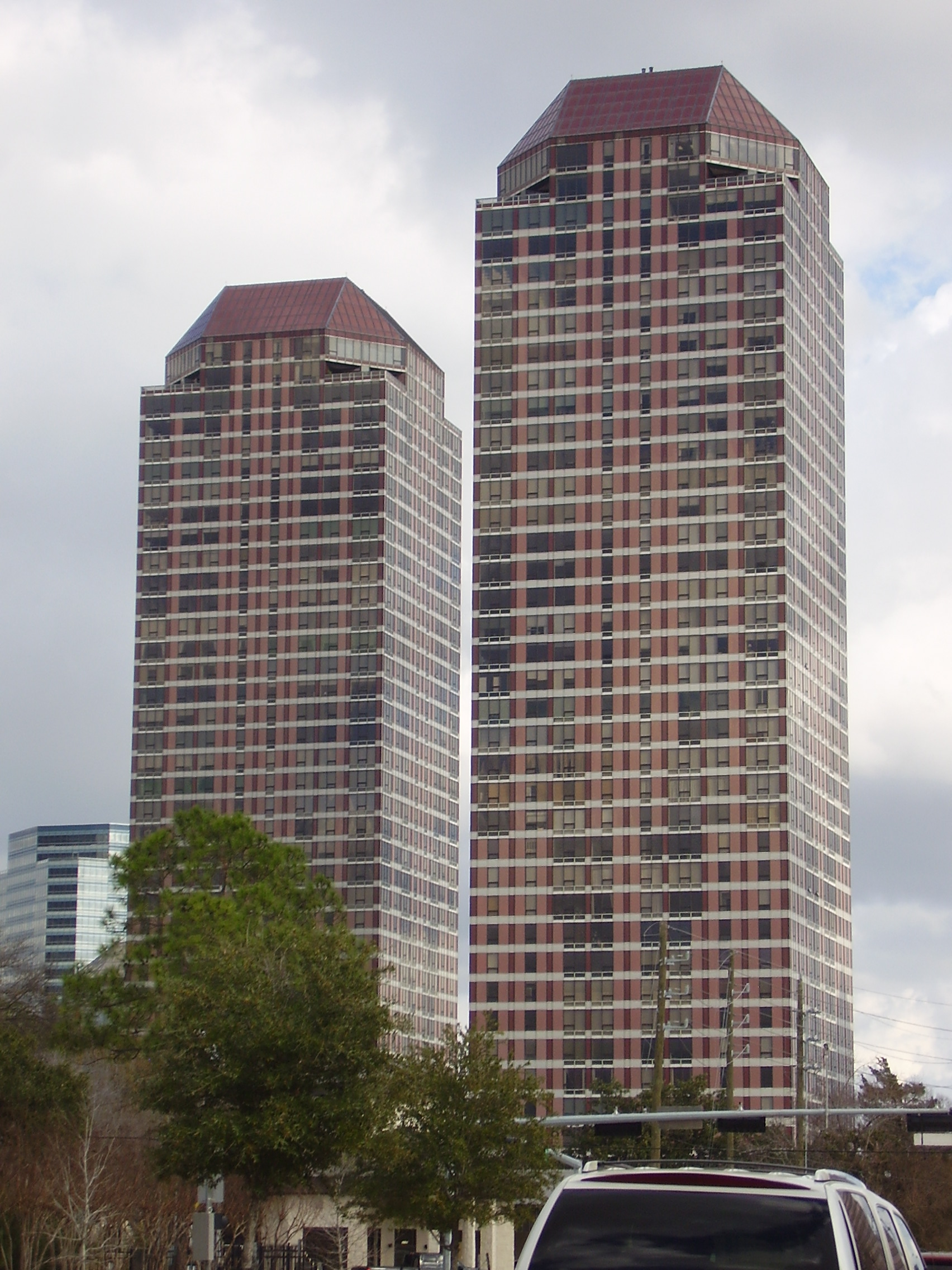
Four Leaf Towers

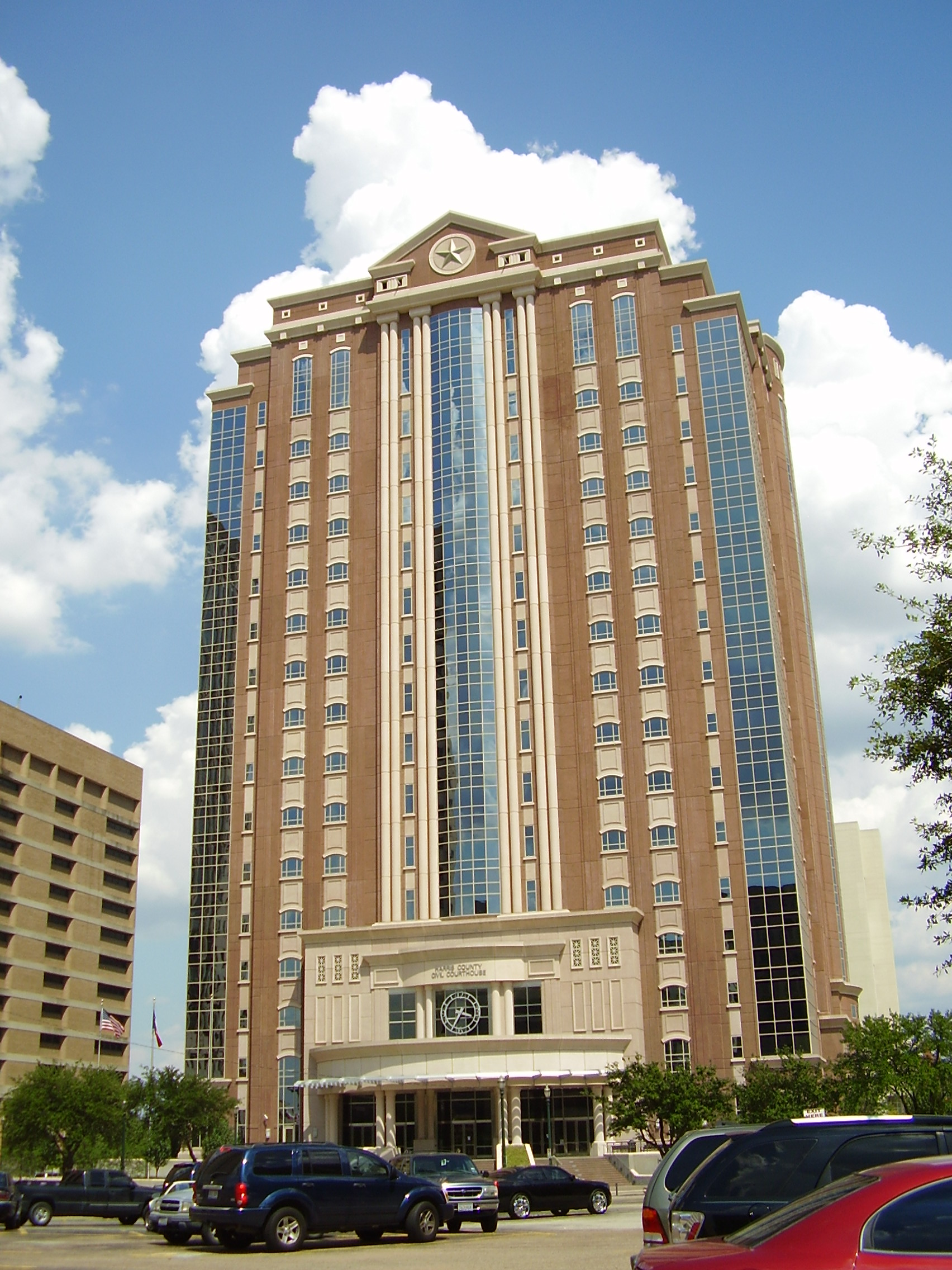
Harris County Civil Justice Center

En octobre 2016, la liste des immeubles d'une hauteur supérieure ou égale à 100 m était la suivante d'après Emporis;
| Rang | Nom                                                   | Commune          | Hauteur | Étages | Année |
| ---- | ----------------------------------------------------- | ---------------- | ------- | ------ | ----- |
| 1    | JPMorgan Chase Tower (Houston)                        | Houston          | 305 m   | 75     | 1982  |
| 2    | Wells Fargo Plaza (Houston)                           | Houston          | 302 m   | 71     | 1983  |
| 3    | Williams Tower                                        | Houston          | 275 m   | 64     | 1983  |
| 4    | Bank of America Center (Houston)                      | Houston          | 238 m   | 56     | 1983  |
| 5    | Heritage Plaza                                        | Houston          | 232 m   | 53     | 1987  |
| 6    | Enterprise Plaza                                      | Houston          | 230 m   | 55     | 1980  |
| 7    | Centerpoint Energy Plaza                              | Houston          | 226 m   | 47     | 1974  |
| 8    | Continental Center One                                | Houston          | 223 m   | 53     | 1984  |
| 9    | Fulbright Tower                                       | Houston          | 221 m   | 52     | 1982  |
| 10   | One Shell Plaza                                       | Houston          | 218 m   | 50     | 1971  |
| 11   | 1400 Smith Street                                     | Houston          | 211 m   | 50     | 1983  |
| 12   | 3 Allen Center                                        | Houston          | 209 m   | 50     | 1980  |
| 13   | LyondellBasell Tower                                  | Houston          | 207 m   | 48     | 1978  |
| 14   | First City Tower                                      | Houston          | 202 m   | 49     | 1981  |
| 15   | BG Group Place                                        | Houston          | 192 m   | 46     | 2011  |
| 16   | San Felipe Plaza                                      | Houston          | 191 m   | 45     | 1984  |
| 17   | 800 Bell Street                                       | Houston          | 185 m   | 44     | 1963  |
| 18   | 1500 Louisiana Street                                 | Houston          | 183 m   | 40     | 2002  |
| 19   | American General Center                               | Houston          | 180 m   | 42     | 1983  |
| 20   | 2 Houston Center                                      | Houston          | 176 m   | 40     | 1974  |
| 21   | Marathon Oil Tower                                    | Houston          | 171 m   | 41     | 1983  |
| 22   | KBR Tower                                             | Houston          | 168 m   | 40     | 1973  |
| 22   | 1415 Louisiana                                        | Houston          | 168 m   | 43     | 1983  |
| 24   | Memorial Hermann Tower                                | Houston          | 165 m   | 35     | 2009  |
| 25   | Pennzoil Tower                                        | Houston          | 159 m   | 36     | 1975  |
| 25   | Pennzoil Place II                                     | Houston          | 159 m   | 36     | 1975  |
| 25   | Two Allen Center                                      | Houston          | 159 m   | 36     | 1978  |
| 28   | 1000 Main                                             | Houston          | 158 m   | 36     | 2003  |
| 28   | Total Plaza                                           | Houston          | 158 m   | 35     | 1971  |
| 30   | Methodist Outpatient Care Center                      | Houston          | 156 m   | 26     | 2010  |
| 31   | The Huntingdon                                        | Houston          | 153 m   | 34     | 1984  |
| 31   | Kinder Morgan Building                                | Houston          | 153 m   | 33     | 1963  |
| 31   | One Park Place                                        | Houston          | 153 m   | 37     | 2009  |
| 34   | Hess Tower                                            | Houston          | 149 m   | 29     | 2010  |
| 35   | Five Oaks Place                                       | Houston          | 145 m   | 30     | 2016  |
| 35   | The O'Quinn Medical Tower at St. Luke's               | Houston          | 145 m   | 29     | 1990  |
| 37   | 2929 Weslayan                                         | Houston          | 143 m   | 40     | 2015  |
| 38   | 5 Greenway Plaza                                      | Houston          | 142 m   | 31     | 1973  |
| 39   | Texas Children's Hospital Heart Center                | Houston          | 139 m   | 25     | 2013  |
| 39   | 717 Texas                                             | Houston          | 138 m   | 34     | 2003  |
| 39   | One Allen Center                                      | Houston          | 138 m   | 34     | 1972  |
| 42   | Four Leaf Tower I                                     | Houston          | 135 m   | 40     | 1982  |
| 42   | Four Leaf Tower II                                    | Houston          | 135 m   | 40     | 1982  |
| 44   | 11 Greenway Plaza                                     | Houston          | 134 m   | 31     | 1979  |
| 44   | El Paso Tower                                         | Houston          | 134 m   | 31     | 1978  |
| 44   | Anadarko Tower                                        | The Woodlands    | 134 m   | 32     | 2002  |
| 47   | Phoenix Tower                                         | Houston          | 132 m   | 34     | 1984  |
| 48   | Memorial Hermann Medical Plaza                        | Houston          | 131 m   | 28     | 2007  |
| 49   | 712 Main                                              | Houston          | 130 m   | 36     | 1929  |
| 49   | The Spires                                            | Houston          | 130 m   | 40     | 1983  |
| 51   | 1330 Post Oak Boulevard                               | Houston          | 128 m   | 30     | 1983  |
| 52   | M.D. Anderson Cancer Center - Mid-Campus Building One | Houston          | 126 m   | 25     | 2012  |
| 53   | Niels Esperson Building                               | Houston          | 125 m   | 32     | 1927  |
| 53   | One City Centre                                       | Houston          | 125 m   | 32     | 1961  |
| 53   | Bob Lanier Public Works Building                      | Houston          | 125 m   | 27     | 1968  |
| 56   | Hackett Tower                                         | The Woodlands    | 124 m   | 31     | 2014  |
| 57   | 2727 Kirby                                            | Houston          | 123 m   | 30     | 2009  |
| 58   | Hyatt Regency Houston                                 | Houston          | 122 m   | 30     | 1972  |
| 58   | The Mercer                                            | Houston          | 122 m   | 30     | 2003  |
| 60   | Marriott Marquis Houston                              | Houston          | 120 m   | 30     | 2016  |
| 61   | The Parklane                                          | Houston          | 119 m   | 36     | 1983  |
| 61   | Five Post Oak Park                                    | Houston          | 119 m   | 28     | 1983  |
| 63   | Houston Police Department Headquarters                | Houston          | 118 m   | 28     | 1967  |
| 63   | Endeavour Clear Lake                                  | Pasadena (Texas) | 118 m   | 30     | 2007  |
| 63   | Hanover Post Oak                                      | Houston          | 118 m   | 29     | 2014  |
| 66   | One Westlake Park                                     | Houston          | 116 m   | 28     | 1982  |
| 66   | The Trade Winds                                       | Galveston        | 116 m   | 27     | 2007  |
| 66   | The Beach Club                                        | Galveston        | 116 m   | 27     | 2007  |
| 69   | Harris County Civil Justice Center                    | Houston          | 115 m   | 18     | 2005  |
| 69   | Smith Tower                                           | Houston          | 115 m   | 26     | 1988  |
| 69   | 5 Houston Center                                      | Houston          | 115 m   | 27     | 2002  |
| 69   | Methodist Outpatient Care Center                      | Houston          | 115 m   | 26     | 2010  |
| 73   | 1301 Fannin                                           | Houston          | 114 m   | 25     | 1984  |
| 74   | 919 Milam                                             | Houston          | 112 m   | 24     | 1956  |
| 75   | Lyric Centre                                          | Houston          | 111 m   | 26     | 1984  |
| 76   | Warwick Towers                                        | Houston          | 110 m   | 30     | 1983  |
| 76   | The Royalton at River Oaks                            | Houston          | 110 m   | 33     | 2003  |
| 76   | Aris at Market Square                                 | Houston          | 110 m   | 32     | 2010  |
| 79   | Camden Post Oak                                       | Houston          | 109 m   | 33     | 2003  |
| 79   | Mosaic (gratte-ciel)                                  | Houston          | 109 m   | 29     | 2007  |
| 79   | Montage                                               | Houston          | 109 m   | 29     | 2009  |
| 82   | Energy Center Four                                    | Houston          | 108 m   | 22     | 2016  |
| 83   | Wells Fargo Tower                                     | Houston          | 107 m   | 25     | 1983  |
| 83   | BHP Billiton Tower                                    | Houston          | 107 m   | 25     | 1983  |
| 83   | Dominion Post Oak                                     | Houston          | 107 m   | 31     | 2004  |
| 86   | Hilcorp Energy Tower                                  | Houston          | 105 m   | 23     | 2016  |
| 86   | University Center Tower                               | Houston          | 105 m   | 25     | 1974  |
| 88   | 811 Louisiana                                         | Houston          | 104 m   | 26     | 1972  |
| 89   | Park West Tower I                                     | Houston          | 103 m   | 25     | 1983  |
| 89   | Wortham Tower                                         | Houston          | 103 m   | 25     | 1965  |
| 91   | Catalyst                                              | Houston          | 102 m   | 28     | 2016  |
| 91   | The Mark                                              | Houston          | 102 m   | 30     | 2001  |
| 91   | Galleria Tower I                                      | Houston          | 102 m   | 25     | 1974  |
| 94   | Montebello                                            | Houston          | 101 m   | 30     | 1984  |
| 94   | Sage Plaza                                            | Houston          | 101 m   | 25     | 1983  |
| 94   | Four Seasons Hotel Houston                            | Houston          | 101 m   | 29     | 1981  |
| 97   | Capital One Plaza                                     | Houston          | 100 m   | 22     | 1982  |
| 98   | Belfiore                                              | Houston          | 100 m   | 26     | 2016  |